# Veli Ağbaba

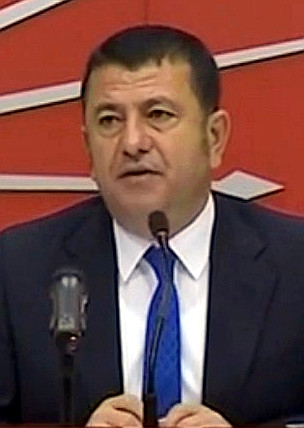
Veli Ağbaba, 2016

Veli Ağbaba (* 3. April 1968 in Karaca, Yazıhan) ist ein türkischer Politiker. Seit Juni 2011 ist er Abgeordneter des türkischen Parlaments. Er ist auch stellvertretender-Vorsitzender der sozialdemokratisch-kemalistischen CHP.

## Politische Karriere
Veli Ağbaba trat im Jahr 1993 nach seinem Militärdienst der sozialdemokratischen SHP bei. Von 1994 bis 1999 war er Gemeinderat von Malatya. Nach den Kommunalwahlen vom 18. April 1999 wurde Ağbaba zum Provinzvorsitzenden der CHP gewählt.
Ağbaba wurde bei der Parlamentswahl 2011 als CHP-Abgeordneter für die Provinz Malatya gewählt. Im Juni 2015 und November 2015 wurde er wiedergewählt.